# Carina Bleeker
Carina Bleeker (Groningen, 22 september 1968) is een voormalig Nederlands hockeyster, die als keepster fungeerde. Bleeker speelde 28 officiële interlands (0 doelpunten) voor de Nederlandse vrouwenhockeyploeg.
Zij speelde haar eerste interland op 26 maart 1987: Nederland-Amerika 4-1. Haar laatste interland was op de Champions Trophy 1993 in Amstelveen op 28 augustus 1993: Nederland-Australië 1-2.

## Clubs
GHHC Groningen, SCHC
Carina Benninga · 
Carina Bleeker · 
Annemieke Fokke · 
Noor Holsboer · 
Danielle Koenen · 
Helen Lejeune-van der Ben · 
Jeannette Lewin · 
Caroline van Nieuwenhuyze-Leenders · 
Martine Ohr · 
Wietske de Ruiter · 
Florentine Steenberghe · 
Carole Thate · 
Jacqueline Toxopeus · 
Cécile Vinke · 
Ingrid Wolff · 
Mieketine Wouters ·
Coach: Roelant Oltmans